# José Rodríguez de la Borbolla
José María Rodríguez de la Borbolla Camoyán (Sevilla, 16 de abril de 1947) es un abogado y político español, actualmente retirado de la vida pública. Miembro del Partido Socialista Obrero Español, entre 1984 y 1990 ejerció el cargo de presidente de la Junta de Andalucía. A lo largo de su carrera política también alternó los cargos de senador, diputado en el Parlamento de Andalucía y concejal del Ayuntamiento de Sevilla.

## Biografía

### Orígenes y formación académica
Nació en Sevilla en 1947, en el seno de una familia de la burguesía local. Su bisabuelo Pedro Rodríguez de la Borbolla Amoscótegui de Saavedra fue ministro con Alfonso XIII, su abuelo, alcalde de Sevilla, y su padre fue galardonado con el Premio Nacional de Investigaciones Científicas. Cursó estudios de derecho en la Universidad de Sevilla, especializándose más adelante en Derecho Laboral por la Universidad de Bari (Italia).
En 1975 se doctoró por la Universidad de Sevilla con una tesis cuya temática versaba sobre el derecho y la organización del trabajo.

### Carrera política
Opuesto a la dictadura franquista, a finales de la década de la década de 1960 contribuyó a la fundación del Partido Socialista del Interior y en 1972 ingresó en el Partido Socialista Obrero Español (PSOE). Doctor en Derecho, es abogado y profesor titular de Derecho del Trabajo en la Universidad de Sevilla, en 1977 fue nombrado Secretario General de la rama andaluza del PSOE. Participó como ponente en la redacción del Estatuto de Autonomía de Andalucía. Fue senador entre 1979 y 1982, y desde entonces hasta 1990, diputado en el Parlamento de Andalucía. En 1983 fue nombrado vicepresidente de la Junta de Andalucía, presidida por Rafael Escuredo, y tras la dimisión de éste, en 1984, asumió la presidencia. Tras las elecciones de 1986 revalidó su cargo.
A finales de la década de 1980 los dirigentes Alfonso Guerra y Rodríguez de la Borbolla mantuvieron una fuerte lucha por el control de la federación andaluza del PSOE, pugna que se saldó con la victoria del primero. Partidario de la renovación del PSOE y opuesto a las tesis de Guerra, en 1988 abandonó el cargo de secretario general del PSOE andaluz. En 1990 abandonó la presidencia de la Junta de Andalucía, siendo sustituido por Manuel Chaves.
En 1995 presentó su candidatura a la alcaldía de Sevilla, quedando en segundo lugar y encabezando la oposición como portavoz municipal del PSOE ante la coalición entre el PP y el Partido Andalucista. En 1998 se enfrentó al entonces presidente de la Diputación Provincial de Sevilla Alfredo Sánchez Monteseirín en primarias para elegir candidato a la alcaldía de Sevilla, siendo derrotado y renunciando a la portavocía del grupo municipal, aunque permaneciendo como concejal. En 2000 se retiró de la política activa.

## Vida privada
Entre 1991 y 2000 ejerció la presidencia del patronato de la Fundación Río Tinto, en la provincia de Huelva.
En 2021 donó su archivo personal al Centro de Estudios Andaluces para su digitalización.

## Obras
- De la rigidez al equilibrio flexible (1994)
- Elogio del mestizaje (1999)
- Repaso de transiciones: España, Andalucía y PSOE, 1969-1990 (2022)